# チャイロクイナモドキ
チャイロクイナモドキ（茶色水鶏擬、学名：Monias benschi）は、ツル目クイナモドキ科に分類される鳥類の一種である。別名クイナモドキ（水鶏擬）。

## 分布
マダガスカル東部固有種。

## 形態
全長約25cm。上面は赤褐色、喉から胸にかけても赤褐色、腹部は灰色がかった褐色である。耳羽の部分から頸にかけて白い線が入る。雌雄同色である。
嘴はやや短く真っ直ぐである。

## 生態
熱帯雨林の林床部に生息する。地表棲。敵に遭遇すると走って逃げる。生息数が少なく、生態において不明な点が多い。
地上の昆虫類や小さな果実、種子などを食べる。
藪や低い樹上に営巣し、1腹1個（稀に2-3個）の卵を産む。雌が抱卵する。

## 人間との関係
分布域が限定的である事に加えて、開発や野焼などによる人間による生息地の破壊などにより生息数は減少している。